# 內坦亞體育場

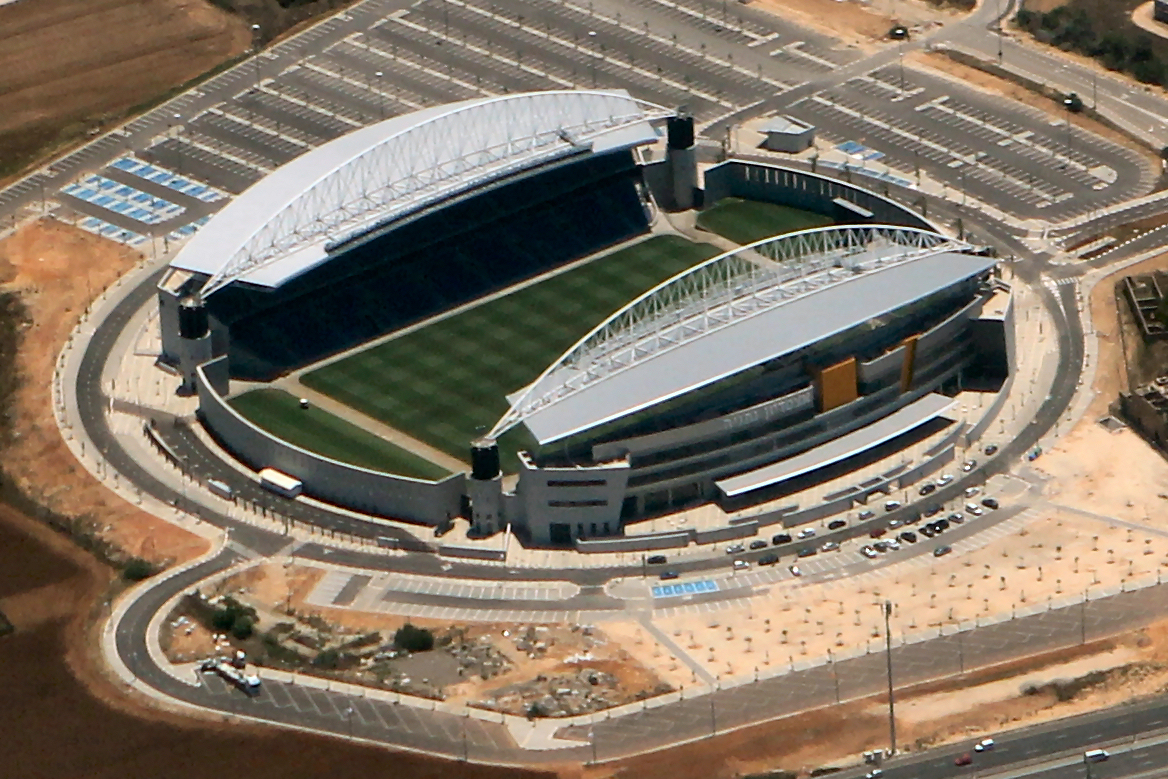

內坦亞體育場（希伯來語：‎）是以色列城市內坦亞的一座多功能體育場，又名鑽石球場。這座球場是內坦亞馬加比足球俱樂部的主場球場。內坦亞體育場第一次舉辦足球賽是在2012年11月4日。